# Поповка (Усть-Кубинский район)
Поповка — деревня в Усть-Кубинском районе Вологодской области.
Входит в состав Богородского сельского поселения, с точки зрения административно-территориального деления — в Богородский сельсовет.
Расстояние по автодороге до районного центра Устья — 50 км, до центра муниципального образования Богородского — 0,5 км.
По переписи 2002 года население — 29 человек (14 мужчин, 15 женщин). Всё население — русские.